# جبهه آزادی‌بخش موزامبیک
جبهه آزادی‌بخش موزامبیک (FRELIMO) (به پرتغالی Frente de Libertação de Moçambique) به عنوان یک حزب سیاسی حاکم در این کشور در سال ۱۹۶۲ تأسیس شد. این حزب در ابتدا به عنوان یک جنبش ملی‌گرا برای استقلال موزامبیک از استعمار پرتغال فعالیت‌هایش را شروع کرد و در ژوئن سال ۱۹۷۵ بعد از انقلاب میخک یا انقلاب جمهوری که در ۲۵ آوریل سال ۱۹۷۴ میلادی توسط افسران شورشی جوان در شهر لیسبون پرتغال شروع شد به پیروزی رسید و در کنگره سوم این حزب که در فوریه سال ۱۹۷۷ برگزار شد ایدئولوژی این حزب به مارکسیسم-لنینیسم تغییر یافت.

## فعالیت‌های حزب
جبهه آزادیبخش موزامبیک بعد از پیروزی این انقلاب در موزامبیک حاکمیت داشت و تنها حزب این کشور بحساب می‌آمد. این حزب در سال‌های (۱۹۷۶–۱۹۹۲) با یک جناح ضد کمونیست به نام مقاومت ملی موزامبیک یا رامینو مبارزه داشت. مخالفان یا کسانی که به رامینو وابسته بودند توسط دولت‌های سفیدپوست رودزیا و آفریقای جنوبی حمایت می‌شدند.
این جبهه در سال ۱۹۹۰ یک قانون اساسی جدید را تصویب کرد و بعد از آن نظام چندحزبی در کشور موزامبیک جاری شد. از زمان انتخابات دموکراتیک در سال ۱۹۹۴ و دوره‌های بعدی، فلینیو به عنوان حزب اکثریت در پارلمان موزامبیک انتخاب شده‌است.

## جنگ استقلال (۱۹۶۲–۱۹۷۵)
پس از جنگ جهانی دوم، در حالی که بسیاری از کشورهای اروپایی استقلال را به مستعمرات خود اعطا نمودند، پرتغال، تحت رژیم استادو نوو، معتقد بود که موزامبیک و دیگر مناطق پرتغالی، سرزمین‌های مادری این کشور بوده‌است. مهاجرت به مستعمرات افزایش یافت. فراخوان برای استقلال موزامبیک به سرعت در حال توسعه بود و در سال ۱۹۶۲ چند گروه سیاسی ضد استعماری تشکیل دادند. در سپتامبر سال ۱۹۶۴، مبارزه مسلحانه علیه حکومت استعمار پرتغال آغاز شد. پرتغال بیش از ۴۰۰ سال حکومت موزامبیک را داشته‌است. موزامبیکان‌ها استقلال می‌خواستند، و از طریق انقلاب مسلحانه کمتر به دنبال تغییر بودند.
جبهه آزادیبخش موزامبیک در ۲۵ ژوئن سال ۱۹۶۲ در دارالسلام (تانزانیا)، تأسیس شد و سه سازمان ملی ناسیونالیستی: سازمان ملی ملی آفریقا موزامبیک (MANU)، اتحاد ملی دموکراتیک موزامبیک (UDENAMO) و اتحادیهٔ ملی مستقل موزامبیک آفریقا (UNAMI)، به یک جنبش چریکی گسترده متصل شد. تحت رهبری ادواردو ماندلین، رئیس‌جمهور از جبهه آزادی‌خواهی موزامبیک فرلیموی دفتر مرکزی خود را در سال ۱۹۶۳ در دارالسلام تأسیس کرد. نخست‌وزیر سیمانگو نخستین معاون رئیس‌جمهور بود.

## جنگ داخلی (۱۹۷۶–۱۹۹۲)
سرود ملی موزامبیک از سال ۱۹۷۵ تا ۱۹۹۲، ویوا، ویوا فری لیمو (Long Live FRELIMO) بود.
تمام عناصر جامعه دولت جدید را پذیرفتند و یک شورشی قوی ایجاد شد. دولت جدید درگیر جنگ داخلی طولانی با یک جناح سیاسی ضد کمونیست شناخته شده به عنوان مقاومت ملی موزامبیک (RENAMO) است. RENAMO از دولت‌های سفید پوستان رودزیا (اکنون زیمبابوه) و آپارتاید آفریقای جنوبی حمایت کرد.